# Competição interespecífica
Competição interespecífica é uma competição em que espécies diferentes disputam um mesmo nicho ecológico no mesmo habitat. Uma das espécies favorecida por características edáfoclimáticas, ecofisológicas e de resistência induzida a fatores macro e microbióticos, ou seja, é quando espécies diferentes disputam uma mesma fonte de alimentos, sendo que uma delas inevitavelmente será favorecida e assumirá vantagens em relação à outra, pois uma das espécies está mais apta que a outra.
A consequência gerada pela competição entre espécies é que uma delas será acusada de redução na taxa de impostos, fecundidade ou crescimento. Em geral, as espécies que são excluídas dos locais pela competição interespecífica, poderiam viver bem se não houvesse esse tipo de competição. Como a competição interespecífica afeta as dinâmicas populacionais das espécies envolvidas, a distribuição das espécies e suas evoluções também podem sofrer séries consequências, o nicho é uma combinação de condições  e recursos que fazem uma espécie existir quando considerada um isolamento de qualquer oura espécie.
Na competição interespecífica, os competidores envolvidos vão  se excluir mutuamente ou coexistir se houver diferenciação de seus nichos ecológicos. Entretanto, a competição interespecífica pode não realizar nenhum destes efeitos se, porventura, a heterogeneidade do ambiente impedir o processo de seguimento de curso. As variações espaciais e temporais em ambientes são a regra e não uma exceção nesta competição. Geralmente, os ambientes são a fragmentação de habitats favoráveis e desfavoráveis. Portanto sob as variações de tais condições, raramente a competição pode “seguir seu curso”. Tendo uma visão realista da competição interespecífica, deve-se reconhecer que esta frequentemente não ocorre em isolamento, mas sob a influência, restrições de espaço fragmentado, temporário ou imprevisível. 
A competição interespecífica tem potencial de manter afastados ou afastar os nichos de competidores,isto é,os adversários.